# Jacob Hansens hus

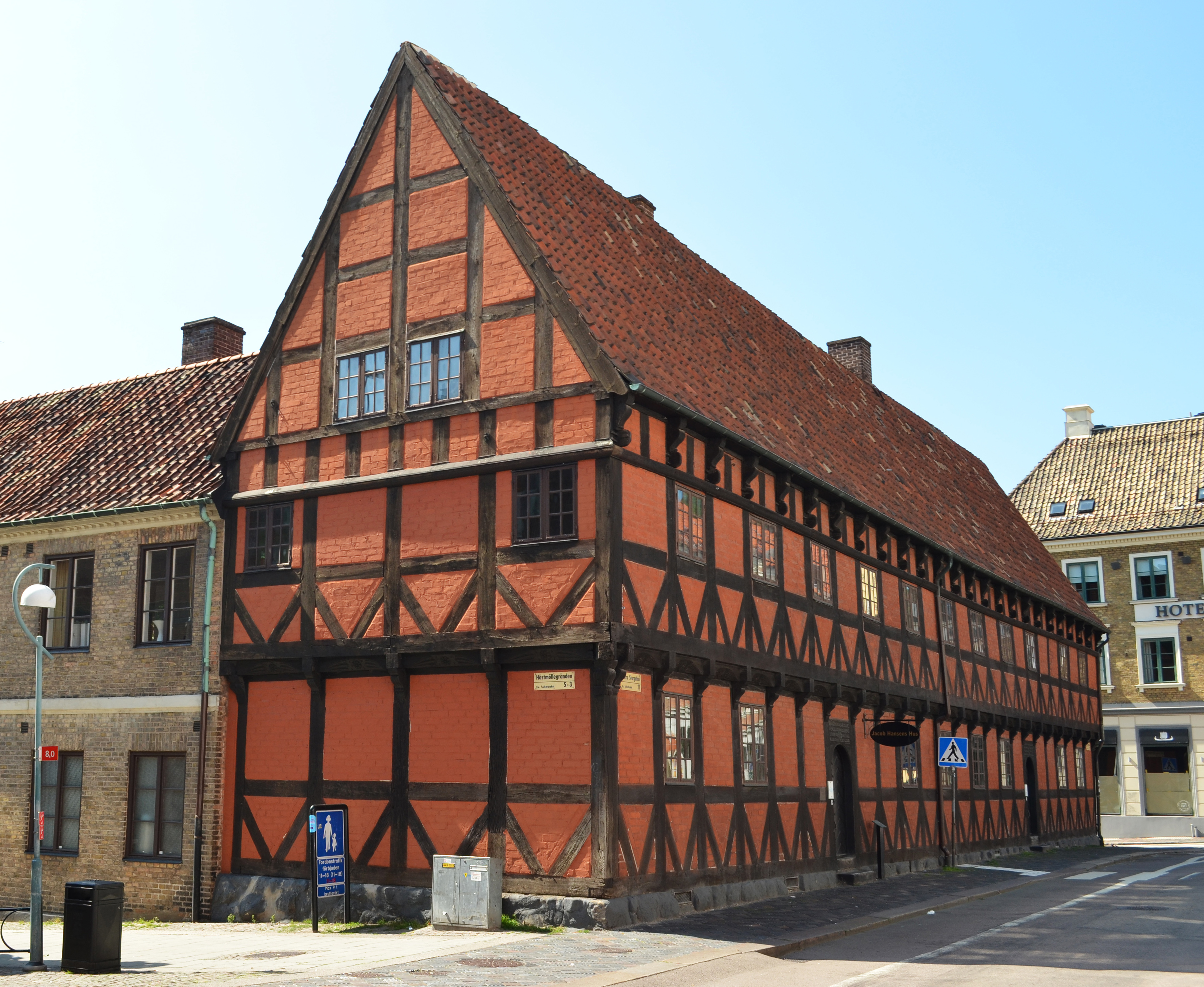
Jacob Hansens hus från Norra Storgatan.

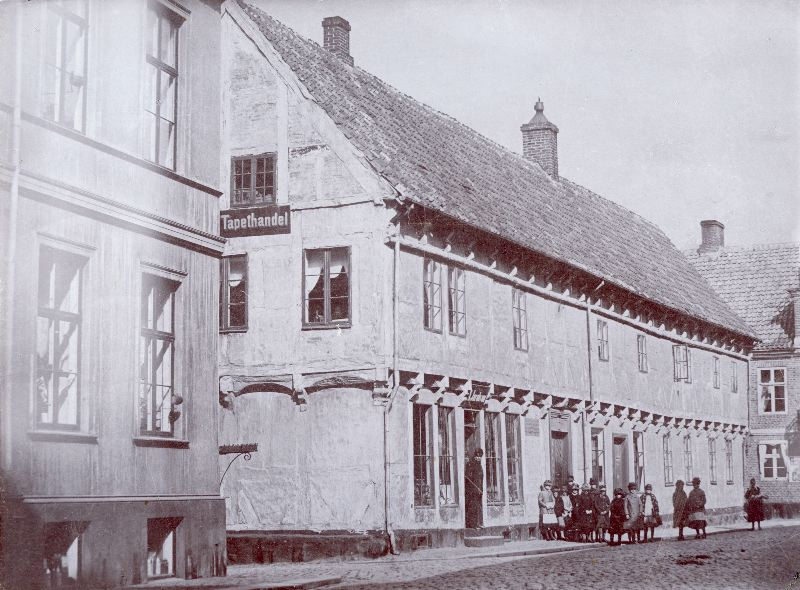
Jacob Hansens hus före restaureringen.

Jacob Hansens hus ligger på Norra Storgatan, invid Tycho Braheplatsen, i Helsingborg. Det byggdes 1641 och är stadens äldsta profana hus, ett av de få som klarat sig kvar efter det Skånska kriget mellan Sverige och Danmark 1676-79. Byggnaden blev byggnadsminnesförklarad 1967 och fungerar idag som fest- eller konferenslokaler.

## Arkitektur
Jacob Hansens hus är en två våningar hög byggnad med en utkragande andra våning som vilar på skulpterade konsoler med skulpturerade fyllnadsträn mellan sig. Det är byggt i korsvirke med rödmålat tegel i facken. Huset har ett högt sadeltak klätt i rödgultflammigt taktegel. Fönstren utgörs av bruna tätspröjsade mittpostfönster. Mot Norra Storgatan har byggnaden två välvda portar. Över huvudporten står en inskription i överstycket som lyder:
"O DOMINE BENEDIC DOMVM ISTA ET OMNES HABITATES EA
IACOB HANSEN INGER MOGENSD ANNO 1641"
I norr och söder har huset två senare tillkomna flyglar, den södra är uppförd 1855 i gulflammigt tegel i två våningar med bruna mittpostfönster i båda våningarna, medan den norra uppfördes 1930 i en våning med rödbrunt putsat tegel. I Blå salen och Röda rummet kan man beundra målaren Hugo Gehlins takmålningar som beskriver Helsingborgs historia och husets olika ägare.

## Historia
Byggnaden har fått sitt namn av den ursprunglige byggherren, köpmannen och rådmannen Jacob Hansen, som, tillsammans med sin hustru Inger Mogensdotter, uppförde huset år 1641. Huset är den enda kvarvarande byggnaden till den gård som då omfattade hela det nuvarande kvarteret Sockerbruket, mellan Norra Storgatan, Långvinkelsgatan, Kullagatan och Hästmöllegränden. Huset var gårdens huvudbyggnad och familjens bostadshus och ger en bra bild av hur hus i 1600-talets korsvirkesstad i Helsingborg såg ut. Det täcker hela den östra sidan av kvarteret, medan gårdens övriga byggnader, som inte längre finns kvar, tidigare täckte fasaderna mot de andra gatorna. Mot Långvinkelsgatan låg en länga med en stor inkörsport innehållande bland annat drängkammare, medan den södra längan, mot Hästmöllegränden, innehöll stall och till stallet tillhörande lokaler. Västra delen utgjordes av en loge, men blev rätt snart avstyckad till enklare hyresbostäder, så kallade lejeboliger.  
Den södra delen av huvudbyggnaden utgjordes av kök medan den norra användes som handelsbod, men även som apotek en kort tid efter 1683. På den övre våningen fanns tre större salar, där vissa av dem hade små tillhörande kammare. De ursprungliga innerväggarna utgjordes av korsvirke, där facken var utfyllda med tegelstenar. Gården skadades något under Horns krig (1644-1646), men skadorna var inte så stora att de inte kunde återställas. 1652 dog Jacob Hansen och när Inger Mogensdatter dog 1660 övertogs gården av svärsonen, handelsmannen Svend Pihl. Gården var en av de få byggnader i staden som överlevde den skövling som danska armén 1679 utförde i Helsingborg för att stärka stadens befästningar. Under Pihls tid som ägare av gården tillbringade Ulrika Eleonora, Karl XI:s blivande gemål, en tid i huset på sin överresa från Danmark. Den blivande drottningen anlände den 4 maj 1680 och på aftonen hölls en taffel där änkedrottningen Hedvig Eleonora också närvarade.
1726 köpte prästen Jöns Rönbeck gården för att använda den som prästgård, då Helsingborg just då var utan en sådan. Under 1700-talets senare hälft verkar gården ha haft flera olika ägare och ändrat utseende ett flertal gånger, särskilt har längorna i norr och i söder förändrats och bostadshusen kan samtidigt ha försvunnit från kvarteret. Ombyggnaderna fortsatte i början av 1800-talet. 1814 köptes tomten av major G M Grahn och handelsmannen Jonas Mejsner, som startade ett mindre sockerbruk i längan mot Långvinkelsgatan, vilken dock lades ner efter endast tre år. En ny ägare, vid namn Christoffer d'Aubigné, startade däremot om verksamheten i större skala. Ett fyravånings korsvirkeshus uppfördes där den understa våningen användes för torkugnen med tillhörande magasin och packbodar. På de tre övre våningarna fanns torkloft. Byggnaden stod kvar till 1930, då kvarteret fick nuvarande utseende. Längan mot Hästmöllegränden fick sitt nuvarande utseende 1855 då den dåvarande ägaren, handlande S G Malmberg, rev den gamla och byggde en ny i gult tegel med port in mot innergården.
Den 29 januari 1914 köptes gården, utom sockerbruket, av grosshandlare Axel Hammarlund, som sålde gården till Helsingborgs stad den 11 juni samma år för en summa av 18 000 kronor. 1929 restaurerades huset, som då hade vitputsade fack mellan korsvirket, förändrad fönstersättning och stora butiksfönster i bottenvåningen, till vad man tror är det ursprungliga utseendet. Det är så huset ser ut idag. Arkitekt för restaureringen var Gustav W Widmark, som även lade till den nuvarande norra flygeln.